# Melezio di Gerusalemme
Melezio (in greco Μελέτιος; fl. XVIII secolo) è stato il patriarca greco-ortodosso di Gerusalemme tra il 1731 e il 1737.